# Хосе Антоніо Орбеа
Хосе Антоніо Орбеа (ісп. José Antonio Orbea Gortázar, — баскський підприємець, президент клубу «Депортіво Алавес» з міста Віторія-Гастейс. В 1970-72 роках 20-й, за ліком, президент головного футбольного клубу Алави.

## Життєпис
Хосе Антоніо Орбеа був з родини баскських підприємців. Його батько, Педро Орбеа, відносився до місцевої знаті і впливових мешканців Віторії. Відтак його обирали в різні громадські асоціації, а в 1970 році запросили очолити місцевий клуб «Депортиво Алавес». 
Хосе Антоніо продовжив батьківські фінансові справи, а поготів і його обрали очільником футболу міста, президентом «Депортиво Алавес». Прийшовши до команди в найскрутнішу мить: коли баски опустилися до найнижчої професійної ліги - Регіональної, йому довелося перебудовувати клуб та відносини в команді. Завдяки залученню інвестицій, вдалося придбати кілька нових і перспективних гравців, які допомогли команді, уже втому ж 1970-1971 році, випередити всіх опонентів і зайняти перше місце в Лізі. 
Відтак сезон 1971-1972 років «Депортиво Алавес» повернувся в Лігу Терсера (третю за рівнем в іспанському футболі). Вболівальники та сосіос клубу сподівалися, що команда продовжить прогресувати і проб'ється до Сегунди. Одначе, баски посіли лише 7 місце в турнірній таблиці, та ще й суттєві фінансові борги притиснули очільників клубу. Тож на нових зборах, сосіос відмовили в підтримці Хосе Антоніо, спокусившись на обіцянки нового кандидата.